# Bothrops alcatraz
Bothrops alcatraz một loài rắn độc chỉ được tìm thấy trên quần đảo Alcatrazes ngoài khơi bờ biển đông nam Brazil. Không có phân loài nào hiện được công nhận.

## Mô tả
Phát triển đến kích thước tối đa là 46,2/50,5 cm đối với đực/cái. Kích thước nhỏ và đôi mắt tương đối lớn của nó được coi là đặc điểm của con non. Cho đến 15.000 nghìn năm trước, chỉ có chi Bothrops thường sống trên đảo, vào thời điểm đó vẫn còn kết nối với lục địa do nước biển rút đi. Khi nước biển dâng cao trở lại (khi kết thúc thời kỳ băng hà cuối cùng) và ngọn núi trở lại trạng thái quần đảo, những loài rắn chi Bothrops bị cô lập ở đó nhanh chóng kiếm ăn tất cả các loài gặm nhấm có sẵn trên đảo, vốn là nguồn thức ăn chính của nó. Cuối cùng, chúng phải chuyển sang ăn gián và các loài rết chi Scolopendra, và do giá trị dinh dưỡng nhỏ hơn nhiều, những con rắn từ từ thu nhỏ kích thước cho đến khi chúng không thể phát triển quá 50 cm - một quá trình được gọi là xác định dị vật.

## Phạm vi địa lý
Chỉ được tìm thấy trên Ilha Alcatrazes, 35 km ngoài khơi bờ biển São Paulo, đông nam Brazil. Hòn đảo này chỉ có tổng diện tích là 1,35 km², là một trong bốn hòn đảo tạo nên Quần đảo Alcatrazes. Do đó, loại địa phương được đưa ra giống nhau: "Đảo Alcatrazes, (24 ° 06'S, 45 ° 42'W), São Sebastião, São Paulo, Brazil."

## Môi trường sống
Được mô tả là "thảm thực vật rừng Đại Tây Dương thấp." Điểm cao nhất trên đảo là 266 m.

## Tình trạng bảo tồn
Đảo Alcatrazes hiện được sử dụng làm khu vực thực hành mục tiêu của Hải quân. Những hoạt động như vậy đang đe dọa môi trường sống trên đảo, từ đó đe dọa đến các loài sinh vật hiện có trên đảo. Vì loài rắn này chỉ được biết đến từ khu vực này, sự xáo trộn môi trường sống là một mối đe dọa đặc biệt đối với quần thể của chúng.
Loài này được xếp vào loại nguy cấp (CRU) trong Sách đỏ IUCN với các tiêu chí sau: CR B1ab (iii) + 2ab (iii) (v3.1 (2001). Điều này có nghĩa là phạm vi địa lý được ước tính là dưới 100 km², khu vực này bị chia cắt nghiêm trọng hoặc được biết là chỉ tồn tại ở một vị trí duy nhất và sự suy giảm tiếp tục đã được quan sát, suy luận hoặc dự đoán cho khu vực, phạm vi và/hoặc chất lượng của môi trường sống. Hơn nữa, diện tích sử dụng được ước tính là dưới 10 km², khu vực này bị chia cắt nghiêm trọng hoặc chỉ tồn tại ở một địa điểm duy nhất và sự suy giảm tiếp tục, được quan sát, suy luận hoặc dự báo trong khu vực, phạm vi và/hoặc chất lượng của môi trường sống. Năm đánh giá: 2004.